# Пташиний базар (пам'ятка природи)
Пташи́ний база́р — зоологічна пам'ятка природи місцевого значення в Україні. Розташована в межах Світоловодського району Кіровоградської області, на північний схід від села Нагірне. 
Площа 0,2 га. Статус присвоєно згідно з рішенням Кіровоградської обласної ради № 158 від 28.03.2003 року. Перебуває у віданні Подорожненської сільської ради. 
Розташована на невеликому острові на Кременчуцькому водосховищі за 4 км на північ від берегової смуги. 
Має велику наукову та природоохоронну цінність як місце гніздування колоніальних видів навколоводних птахів — чорноголового реготуна (40—50 пар, Червона книга України), жовтоногого мартина (100—130 пар), великого баклана (30—40 пар, регіонально рідкісний вид).

## Галерея

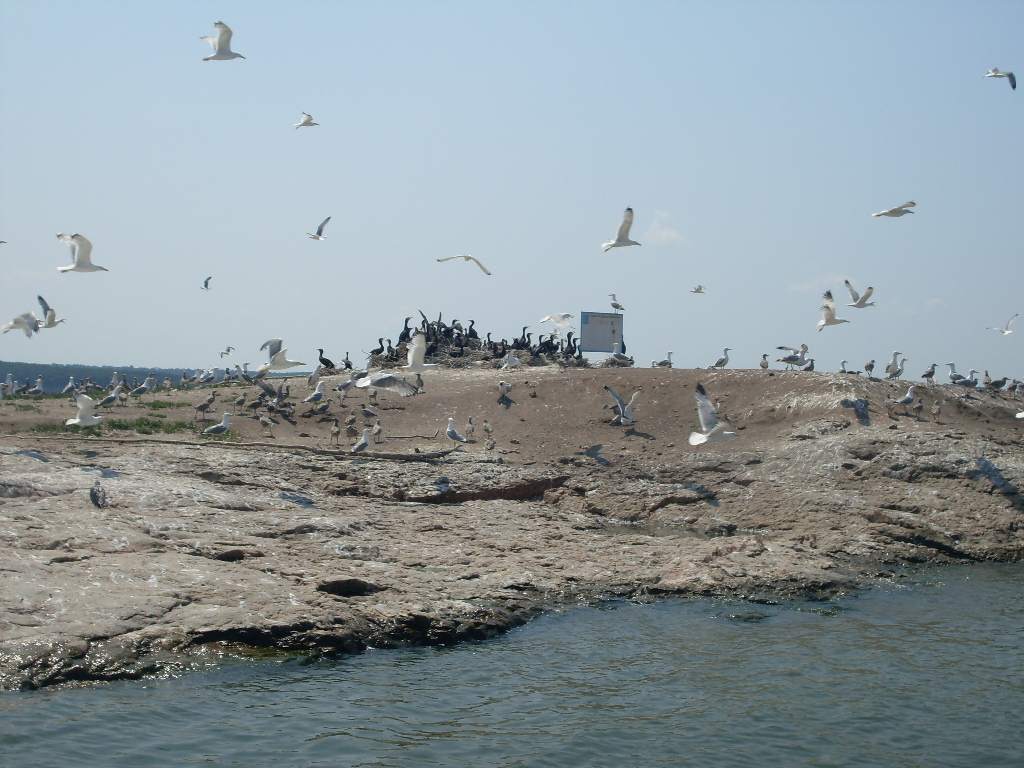
Мартини жовтоногі та баклани великі в колонії
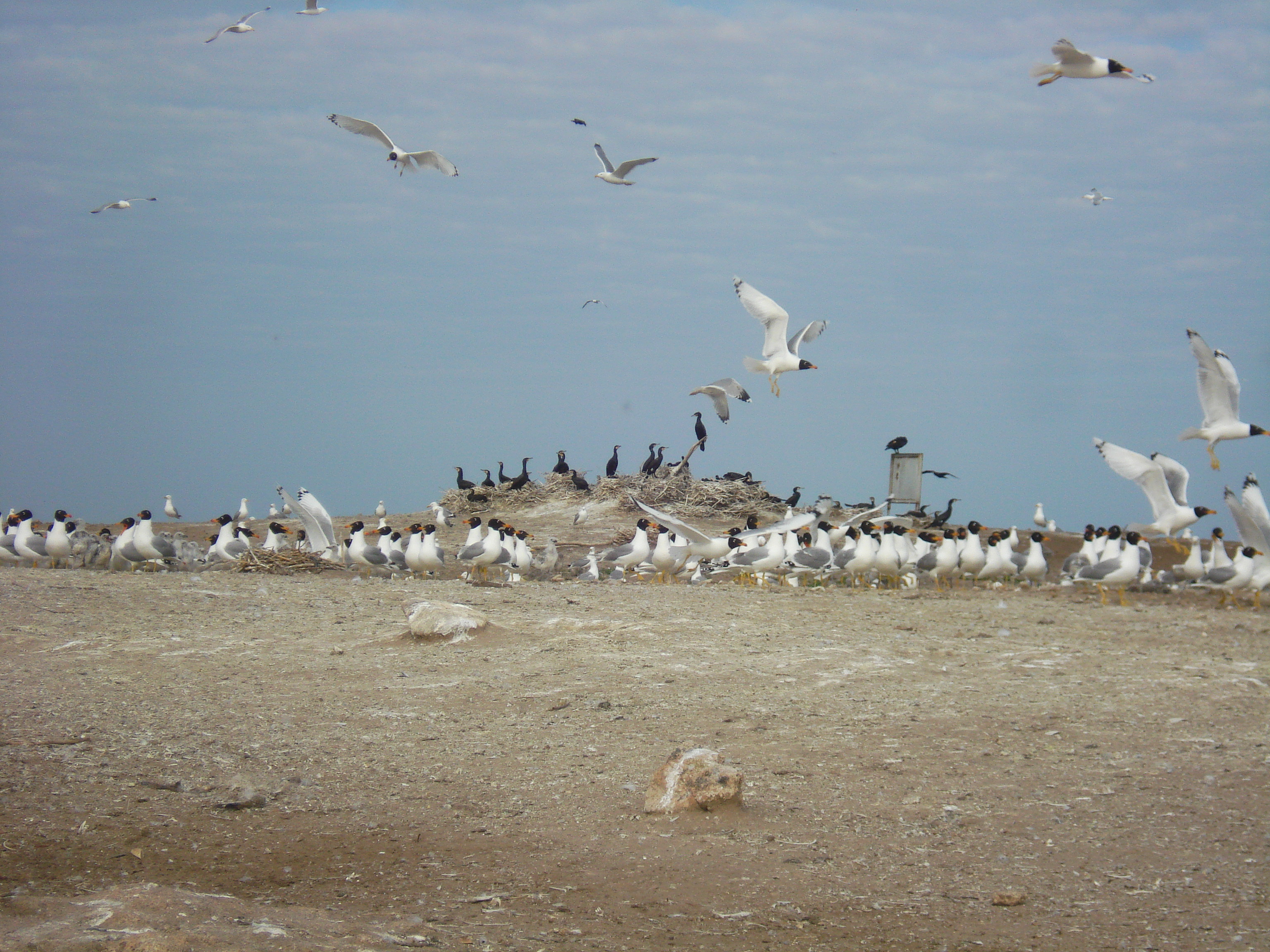
Регонути чорноголові та баклани великі в колонії